# Tamaryna srokata
Tamaryna srokata, tamaryna dwubarwna, marykina (Saguinus bicolor) – gatunek ssaka z rodziny pazurkowcowatych (Callitrichidae).

## Taksonomia
Gatunek po raz pierwszy zgodnie z zasadami nazewnictwa binominalnego opisał w 1823 roku niemiecki przyrodnik Johann Baptist von Spix, nadając mu nazwę Midas bicolor. Miejsce typowe to Manaus, Barra do Rio Negro, Brazylia. Holotyp to zamontowana skóra z czaszką w środku młodocianego osobnika (sygnatura ZSM 7) ze zbiorów Zoologische Staatssammlung München.
Saguinus bicolor należy do grupy gatunkowej bicolor. Dawniej w obrębie S. bicolor wyróżniano dwa podgatunki (martinsi i ochraceus), ale S. martinsi jest obecnie odrębnym gatunkiem, a ochraceus może być mieszańcem S. martinsi X S. bicolor.
Autorzy Illustrated Checklist of the Mammals of the World uznają ten gatunek za monotypowy.

### Etymologia
- Saguinus: fr. sagouin ‘pazurczatka’, być może od brazylijskiej, lokalnej nazwy sahui, używanej w okolicach Bahia[10].
- bicolor: łac. bicolor, bicoloris ‘dwukolorowy’, od bi- ‘dwu-’, od bis ‘dwukrotny’; color, coloris ‘kolor’[11].

## Zasięg występowania
Tamaryna srokata występuje w brazylijskiej części Amazonii, na małym obszarze na północ od rzeki Solimões, od rzeki Rio Negro na wschód aż do rzeki Urubu i na północ do rzeki Cuieiras, 30–45 km na północ od Manaus.

## Morfologia
Długość ciała 23–33 cm, długość ogona 34–42 cm; masa ciała 480–600 g. Długa sierść, pierś i przednie łapy białe, reszta brunatna lub żółtawobrązowa. Część twarzowa głowy pozbawiona włosów, głowa i uszy czarne. 

## Tryb życia
Zamieszkuje lasy tropikalne. Prowadzi dzienny tryb życia. Żyje w małych grupach rodzinnych, wszystkożerna, zjada owoce, owady, jaja ptaków i małe kręgowce. Po pięciomiesięcznej ciąży samica rodzi jedno, rzadziej dwa młode.

## Status zagrożenia
W Czerwonej księdze gatunków zagrożonych Międzynarodowej Unii Ochrony Przyrody i Jej Zasobów został zaliczony do kategorii CR (ang. critically endangered ‘krytycznie zagrożony’).